# نیکول امانوئل
نیکول امانوئل (انگلیسی: Nicole Emmanuel؛ زادهٔ ۴ ژوئن ۱۹۸۶) بازیکن سابق فوتبال اهل انگلستان است که در پست دفاع راست بازی می‌کرد. او برای تیم زنان بلکبرن روورز بازی می‌کرد و قبلاً در لیگ برتر زنان اتحادیه فوتبال انگلیس برای لیدز کارنگی بازی کرده بود. او اهل میلتون کینز است 
وی همچنین در تیم‌های ملی فوتبال زیر ۱۹ سال زنان انگلستان و زیر ۲۳ سال زنان انگلستان بازی کرده است.